# スーパーX (ゴジラシリーズ)
スーパーX（スーパーエックス）は、東宝のゴジラ映画シリーズに登場する架空の兵器である。
1984年公開の『ゴジラ』、1989年公開の『ゴジラvsビオランテ』、1995年公開の『ゴジラvsデストロイア』に、それぞれ自衛隊のゴジラ対策（撃退）の切り札として登場する。ゴジラシリーズで初めて対ゴジラ兵器として登場した超兵器である。ただし、設定上で純粋な対ゴジラ兵器として開発されたのはスーパーX2（スーパーエックスツー）のみであり、スーパーXとスーパーXIII（スーパーエックススリー）は、いずれもその他の目的のために開発された特殊兵器であった。3機とも飛行性能を有しており、スーパーX2に至っては潜水性能すら有しているが、すべて陸上自衛隊所属となっている。

## スーパーX
『ゴジラ』（1984年版）に登場。陸上自衛隊幕僚監部付実験航空隊首都防衛隊所属。正式名称は陸上自衛隊幕僚監部付実験航空隊首都防衛移動要塞T-1号である。
元々は有事（核汚染や核戦争）の際を想定し、首都防衛を目的として極秘に開発された要塞メカであり、「首都防衛移動要塞」とも呼ばれる。航空機としては、機尾に2基の推進ノズル、下面に3機のVTOLノズルを有するVTOL機である。
外装はチタン合金に加え、スペースシャトルにも使用されているセラミック製耐熱タイルで構成されており、ゴジラの熱線の超高熱にも耐える。機首には開閉式の1800ミリ・ヨーソサーチライトを備えているほか、集積回路にはプラチナを多用しており、かなりの高熱に耐えられるようになっていたことから、1984年のゴジラの襲来に際してはカドミウム弾を使い、ゴジラの体内の核分裂反応を抑制する作戦の実施に当たった。
当初は要人用の移動核シェルターとして建造が進められていたが、戦闘中には高高度核爆発の影響で機能停止に陥るなど、電磁パルスへの対策は不十分だったことが描かれている。

### 武装
すべてを装甲の下に格納しており、歴代スーパーXシリーズ中最多の武装を有する。
各種カプセル弾臼砲（対獣カドミウム砲、各種カプセル弾、各種砲弾）
本機の主砲塔である上部隠蔽式砲台の中央部に設置され、催涙弾やウォーター弾などのさまざまな特殊カプセル弾を発射できる。対ゴジラ用としてカドミウム弾が装填され、使用された。
カドミウム弾
中性子を吸収して核分裂反応を抑制する効果があるカドミウムの溶液を詰めたカプセル弾。本来は原子力発電所の暴走などを想定した装備である。
ゴジラに3発分飲み込ませ、一時的に活動を停止させることに成功した。
- 書籍『ゴジラ大百科』では、カドミウムが有毒物質であることからスーパーX2への搭載は見送られたと記述している。

300ミリロケット弾砲（68式改84タイプ30型ロケット榴弾砲）
カプセル弾砲の左右に各3門、計6門が装備されているロケット弾砲で、68式改84タイプ30型ロケット榴弾砲が正式名。目を覚ました後のゴジラに対する主力兵器として使用されたが、ほとんどダメージを与えられなかった。

ハイパーレーザーCO2タイプ（CO2レーザー砲）
1800ミリ・ヨーソサーチライトの左右に1門、計2門装備されているレーザー砲。120万キロワットの電力を熱エネルギーのレーザーに変換して照射する。300ミリロケット弾砲と共にゴジラに対して使用された。

ファルコン級AIMランチャー
機体の左右側面に1門ずつ、計2門装備されたミサイルランチャーで、レーザーコントロールAIM-4D改大型ファルコン・ランチャーが正式名。ゴジラが目を覚ました後に最初に使用された兵器である。

照明弾ランチャー（照明弾）
隠蔽式砲台の上部から照明弾を発射する1門のランチャーで、ゴジラの口を開けさせて体内にカドミウム弾を撃ち込むために使用された。

300ミリ榴弾砲M29
ファルコン級大型ミサイルランチャーの前部に装備されている。劇中未使用。

30ミリモーターキャノン（30ミリ7砲身バルカン砲GE GAU-8/A-T1）
コクピット下のスリット部に計4門装備されている。劇中未使用。

300ミリ加濃砲（300ミリ特殊弾加濃砲M29C）
機体下面の3機の砲台に計2門ずつ装備されている。劇中未使用。

### 劇中での活躍
航空幕僚監部の秋山による指揮下で彼を含む乗組員6名が搭乗してゴジラの東京上陸後に出動し、西新宿の高層ビル街にて事前にハイパワーレーザービーム車によって誘導されていたゴジラを迎撃する。高い防御力でゴジラの放射熱線を凌ぎ、安定性を活かして照明弾とすべてのカドミウム弾を駆使した結果、一度は完全にゴジラを沈黙させる。
しかし、その後に人工衛星発射型核ミサイルの誤射が発生した結果、それによる高高度核爆発の影響でゴジラが復活するという、不測の事態が発生する。また、スーパーXも同様の影響による計器トラブルで不時着を余儀なくされ、飛行不能状態に陥ってしまう。さらには、ハイパワーレーザービーム車も同様にビームが発射不能となってしまったうえ、沈黙したゴジラを見物しようと多くの一般市民が周囲に集まっていたことから、その避難の時間を稼ぐために秋山は戦闘継続を決断する。
搭乗員による応急修理で戦線復帰するもののカドミウム弾は撃ち尽くしていたため、ロケット砲やレーザー砲などの通常兵器のみで戦闘ヘリコプターのように高層ビルの陰から砲撃するなどの奮戦により、ゴジラを一般市民から遠ざけようとするが、大打撃を与えるには至らなかったうえに想定以上の一般市民が新宿に留まっていたことも重なり、戦闘の余波でかえって西新宿一帯の被害を悪化させてしまう。最後は、防御力の限界に達して放射熱線に耐え切れなくなり、コクピット内の爆発を経て再度不時着したうえ、そこへゴジラによって倒壊させられた新宿住友ビルディングの下敷きになってしまった。なお、秋山たちは墜落前に先述の爆発で全員死亡している。
機体内部は耐えられなかったものの、放射熱線を幾度も受けながら外部装甲が原型を保っていた機体は、『ゴジラvsビオランテ』の冒頭でG細胞と並行して回収作業が行われている。また、スーパーXの存在とその回収については、日本国外でも一般報道されていた。

### 備考
設定
劇場公開当時のパンフレットには（1984年当時の科学技術で）建造可能と書かれていた。
当初は移動型核シェルターの機能を備えた通常兵器という設定で、兵装もロケット砲とカドミウム弾のみだったが、その後に演出上派手なレーザー砲が追加された。
デザインを担当した井上泰幸は、ゴジラとは無関係に国家の要人を守るための要塞として造られたという設定ゆえ、スピードを必要としなかったと想定している。特技監督の中野昭慶は、最終局面での周囲の状況からホバー式が最適であったと述べており、丸みを帯びたボディも狭い場所を飛んでも引っかからないよう配慮したためであった。

名称
中野によれば、当初は「スーパーX」という名称はなく、宣伝が始まる際に脚本で名前がついたと証言している。
製作に参加していたににたかし（長沼孝）は自著『東宝特殊美術部外伝 下 模型少年、映画屋になる!?』において、台本段階では「首都防衛戦闘機α1号」という区分であったが、井上から「戦闘機じゃないな、明らかに要塞」との意見を受け、「首都防衛移動要塞T-1号」という呼称に変更されたと言及しているほか、「T」は井上のニックネームであった「たいこう」に由来していると述べている。

デザイン・造形
デザイン・造形は井上泰幸が手掛けた。脚本では「円盤状」と記述していた。デザインのモデルはカブトガニ。東宝プロデューサーの田中友幸から「釣鐘のイメージを入れて欲しい」との要望があり、井上によってドーム状のフォルムにまとめられた。一方、中野は「タコの足のような武器が欲しい」と要望したが、実現しなかった。特美助手を務めた高橋勲は、井上のスーパーXにかける熱量はかなりのものであったと述べている。
造形物は、ラジコンで武装展開ができるFRP製ミニチュアと、カポック製の操演用ミニチュアが作られた。サイズはゴジラのスーツに合わせ、1/40スケール（約60センチメートル）となった。後者は住友ビルの下敷きになるシーンで用いられた。
ジェットファンは噴射角度を変えることが可能で、ラジコン操作によりフロンガスを噴出するギミックも備える。

撮影
出撃シーンでは、天井から吊るした無人カメラをスーパーXと平行にして撮影された。横移動の際には下部のローターを可動させており、中野はその見せ方に苦労した旨を語っている。
下敷きになる最期は、当初の予定になかったものである。ミニチュア自体は実際に下敷きにはなっていない。

その他
東宝プロデューサーの田中文雄によれば、初期の脚本では発進シーンも存在したが、ストーリーに直接関係ないため、予算の都合などから決定稿になる際にバッサリ切られたと証言している。
平成ゴジラシリーズにデザイナーとして参加した青井邦夫は、アニメであれば速そうなデザインを要求される可能性があったといい、特撮とアニメの違いを象徴していると評している。書籍『最新ゴジラ大百科』では、デザイン面で批判的な意見があった旨を記述している。
書籍『ゴジラ大百科 [スペースゴジラ編]』では、スーパーX2やメーサー攻撃機ともどもGフォースに採用されなかったのは、VTOL機は整備コストが高い一方で、実際のゴジラとの戦闘でそれに見合った効果が得られていないためと考察している。
2021年公開の『ゴジラvsコング』の予告編には飛行中のスーパーXの姿が確認できるとインターネット上で話題になったが、その正体はテクノロジー企業エイペックスの開発した空洞飛行探査機HEAV（ヒーヴ）である。

## スーパーX2
『ゴジラvsビオランテ』に登場。スーパーXより一回り大きく、自衛隊特殊戦略作戦室が開発当初からゴジラ対策用の専用機として運用したリフティングボディ垂直離着陸機。機尾に2基の推進ノズル、下面に6基のVTOLノズルを有する。形式番号は「DAG-MBS-02 Super-XX」。三友重工との共同事業によって開発・建造が行われ、メンテナンスも行われる。
回収されたスーパーXの分析データを基に、その反省を活かして発展させた機体である。濃緑色の装甲には、スーパーXに使用されたチタン合金の2倍の強度と耐熱性を持つ超耐熱合金TA32が使用され、水深1,000メートルまでの潜航が可能。
ミサイル・バルカン砲・魚雷といった通常兵器のほか、ゴジラの熱線を正面から受け止めて撃ち返す特殊兵器ファイヤーミラーを搭載している。
有人で稼働していたスーパーXとは違い、スーパーX2は無人で稼働する。最新鋭コンピューターを駆使しており、防衛庁地下のオペレーションルームから黒木翔特佐ら「ヤングエリート集団」と称される特殊戦略作戦室によるリモートコントロールで遠隔操作されるほか、自動操縦も可能となっている。遠隔操作を採用したのは、乗員の犠牲を回避しつつ戦闘などの各種データを保存するためである。それゆえ、コクピットやキャビンなどは搭載されておらず、センサー類は機体上面右側のテレビカメラのようなユニットに集約されている。ドックから滑走路へは、専用搬送車によって移動する。

### 武装（スーパーX2）
ファイヤーミラー
機体前面が左右に展開して現れる、通常の1万倍の反射力と耐性がある人工ダイヤモンドコーティングの鏡面。ゴジラの放射熱線を集束させ、1万倍に増幅した熱線として撃ち返せるシステムを有する。

特殊魚雷（スーパー魚雷）
機体前面下部にある計4門の発射口から撃ち出される魚雷。相模湾から小田原に上陸しようとするゴジラに対して使用した。

スーパーミサイル
機体上部にせり上がる3基の発射台から撃ち出される大型ミサイル。連射も可能。青い塗装が施されている。大阪ビジネスパークを進撃していくゴジラに対し、ビルを盾にする形で使用した。

40ミリバルカン砲（バルカン砲）
機体前部側面の左右に各1門、計2門搭載されている補助的な兵装。連射音は、スーパーXの300ミリロケット弾砲やファルコン級大型ミサイルランチャーと同様である。

スーパーナパーム
スーパーミサイルと同様の発射台から撃ち出されるナパーム弾で、赤い塗装が施されているといわれている。劇中未使用。

### 劇中での活躍（スーパーX2）
大島・三原山から海上・陸上自衛隊の防衛網を撃破して東京へ向かうゴジラを、浦賀水道沖で迎撃する。ファイヤーミラーを用いてゴジラの東京侵攻阻止には成功するが、長く続く防衛戦でファイヤーミラーを何度も使用して放射熱線の増幅反射を繰り返したことから、耐熱性がTA32よりも低いファイヤーミラー部分が融解し始め、収束率が4割を切るまでに低下してしまう。やむなく、ミサイル攻撃に切り替えるものの通常兵器ではゴジラに歯が立たず、放射熱線を浴びせられたうえ、尻尾による一撃を受けて操縦系統に損傷を負ったため、撤退に追い込まれる。なお、ファイヤーミラー周辺の反射板は修理の際に交換できるが、ファイヤーミラー本体は完全固定ゆえに交換できず、それが後の敗北につながる。
その後、小田原に上陸したゴジラは芦ノ湖でビオランテと対決し、勝利する。護衛艦隊やスーパーX2、ビオランテとの戦いで消耗したゴジラが日本海側の若狭湾周辺の原発へ向かうと想定した自衛隊は、中京地域一帯に多数の部隊を集結させ、ファイヤーミラーが修復されないまま投入されたスーパーX2も伊勢湾にて中京地域での決戦を待つこととなる。
しかし、ゴジラは紀伊半島を経て大阪を目指していることが判明する。ゴジラの大阪上陸が確実となる中、他の自衛隊部隊が形勢を整えるために若狭湾周辺へ移動する一方、スーパーX2は単独で大阪へ投入される。折しも、サラジアの工作員から抗核エネルギーバクテリア（以下、ANEB）を奪還した自衛隊は、作戦の目的を「ANEBをゴジラの体内へ撃ち込むこと」に変更する。
大阪市へ上陸したゴジラに対し、スーパーX2は大阪ビジネスパーク上空に展開して囮となり、ANEBを保有した地上部隊（作戦本隊）の潜むエリアまでゴジラをおびき寄せる。スーパーX2は残存するミサイルとバルカン砲で奮戦するものの、あと一歩まで引きつけたところで弾切れとなってしまう。作戦を果たそうと、黒木がスーパーX2を犠牲にする覚悟でファイヤーミラーを展開させた結果、ゴジラの放射熱線を受けたファイヤーミラーは融解・発火し、スーパーX2は撃墜されて爆発四散してしまう。
上記の被害のほか、地上部隊にも権藤吾郎一佐がTWIN21の崩落に巻き込まれて死亡する犠牲が出たが、ANEB3発分をゴジラの体内へ撃ち込むことには成功し、若狭にて展開されるサンダービーム作戦につながっていく。
スーパーX2の成果は、後の対ゴジラ超兵器（メカゴジラなど）の開発の基礎として多大なる影響を与えた。

### 制作（スーパーX2）
創作経緯
前作『ゴジラ』の続編として世界観を引き継ぐことが決まっていたため、自衛隊の兵器群も引き続き登場することとなったが、スーパーXは前作で破壊されたほか、ファンの反応も芳しくなかったとされ、企画当初からリファインが検討されていた。
小林晋一郎による原作では、映画『地球防衛軍』に登場するマーカライトファープに着想を得た自衛隊の兵器「ZEUS」が登場しており、これがファイヤーミラーの原型になったとされる。応募作品の時点ではビオランテとは別の怪獣デュートリオスも登場していたが、製作の田中友幸による要望でカットされ、小林は物語が地味にならないよう、その代わりとして新兵器を取り入れた。一方、監督・脚本の大森一樹は反射鏡を装備するというアイデアは自身によるものであると述べている。

脚本
検討用脚本第3稿では、浦賀水道での戦闘でゴジラが放射熱線を放たずに小田原沖まで移動したため、スーパーX2もそのまま追撃して芦ノ湖で対決するが、その後に現れたビオランテによって撃墜されるという展開であった。『vsビオランテ』のポスターはこの脚本を元にしており、ゴジラの足元の湖面に描かれているメカは、デザイン決定前のスーパーX2である。
特技監督の川北紘一は、熱線1発で艦艇を破壊するゴジラの強さを先に見せることにより、その熱線をファイヤーミラーで跳ね返すスーパーX2の戦闘力の高さを強調する演出としたと述べている。
再上陸したゴジラとの対決は、大阪ビジネスパークではなく鳴門海峡にて行われる予定であった。
絵コンテでは、大阪ビジネスパーク戦においてスーパーX2のミサイルが命中してゴジラがビルに倒れ込むというシーンも存在した。
遠隔操作という設定は特撮スタッフ側によるもので、オペレーターのシーンは特撮班で描かれた初期コンテに基づいている。女性オペレーターの登場も川北の提案によるものであった。

デザイン
デザインはコンペ形式で選定が行われた。造型は横山宏によるものを基に、東宝映像美術の長沼孝が図面を起こしている。そのほか、スタジオぬえの宮武一貴や河森正治、スタジオOX、長沼孝（東宝映像美術）らにより、デザイン案が描かれている。選定理由について川北は、横山の案がスーパーXの後継機として最も安心できるものであったと述べている。
横山によるデザインは、自作品『S.F.3.D』のビデオ作品に川北が携わっていたことにちなみ、同作品に登場するナッツロッカーをベースとしている。横山は、前作のスーパーXを「『宇宙刑事ギャバン』の頭みたいなの」と評しており、サイズ感に説得力がないと感じ、『海底軍艦』の轟天号のような艦橋を設けることで巨大感を表現している。
ファイヤーミラーを内蔵しているという設定は決まっていたため、各デザインはそれを考慮して描かれた。スタジオぬえ案では、艦首にメーサー砲を装備し、空陸海および歩行形態（ガウォーク）に変形するものなどがあったが、立体化には不向きとして採用には至らなかった。
横山によるデザイン画では、前面の装甲が展開してファイヤーミラーになるという設定であったが、上部ミサイル発射口を遮ることや造形時の強度の問題などからボディ前部を展開するかたちに改められた。横山は、外側の迷彩の装甲と内側の金属的な反射板との対比の面白さを狙っていたと述べている。
完成作品でのミラーは、美術助手の好村直行による「溜めて撃つ」というアイデアに基づき、ダイヤ表面の反射角で集束したエネルギーを中心部から打ち返すという設定の複雑な面構成となった。
長沼によるデザインは、タガメをモデルとしている。また、横山のデザインではミラーは平面的なものであったが、長沼はイクラをイメージして六角形ダイヤモンド状のミラーが密集しているかたちとした。
スタジオOXによる案では、スーパーX2の専用輸送車も複数種描かれていた。
ドックのデザインは、特殊美術の大澤哲三が担当した。アーチ状のトラスは、大澤が直前に手掛けた『ガンヘッド』（1989年）と共通するイメージとなっている。

造形
造形はビーグルが担当。同社は、『さよならジュピター』（1984年）から特殊美術に参加していた萩原晶が本作品のために設立し、以後東宝作品のみならず多くの特撮造形を手掛けている。造形作業は、当時香港映画への参加のために不在中だった竹谷隆之の工房を借りて行っており、当時駆け出しであったイラストレーターの韮沢靖や工房の近所に住んでいたメカデザイナーの小林誠なども作業に参加していた。
ミニチュアは、ロング用の小サイズ（1/50スケール）のものとアップ用の大サイズ（1/35スケール）のものが造られた。大サイズは発泡ウレタン（カポック）製で、表面をFRPでコーティングしている。当初はFRP製の小サイズのみであったが、強度が不安視されてFRPを厚くしたため、重量が8キログラムにもなった。そのため、操演の松本光司による要望でカポック製のものが制作された。両モデルとも、2009年時点で東宝の倉庫に保管されていることが確認されている。
小サイズは当初黒く塗られていたが長沼によってシルバーに改められ、撮影に入った後に川北の判断で横山のデザイン画に合わせたオリーブドラブへ変更された。
ファイヤーミラーの展開は、展開ギミックを備えたものを差し替えている。大サイズのミサイル上昇ギミックは、スーパーXのミサイルランチャーを流用している。大サイズのノズルはハロゲン球によって発光し、その周囲にはフロンガスを噴出するための穴が設けられている。スペースが限られているため、内部ギミックはその都度入れ替えている。当初はノズルがハの字型に並んでいたが、真後ろからの撮影時にノズルの光が見えなかったため、平行したかたちに改められた。
焦げた状態のファイヤーミラーは、ミニチュアを実際にバーナーで炙っている。
このほか、墜落用の発泡スチロール（カポック）製モデルも作られた。
ドックのセットは、マーブリング・ファインアーツが制作した。壁面は、隙間から照明の光を入れるためにブロックごとに間隔を開けて置かれており、カメラの角度によってつながっているように見せている。

撮影
操演は主に松本光司が担当した。
浦賀水道のシーンは東宝大プールで撮影された。スーパーX2の機体越しにゴジラを捉えるカットは、スーパーX2のミニチュアにカメラを取り付けて撮影している。
発進シーンなどの撮影はB班によって行われた。ドック内での修理シーンも撮影されていたが、完成作品ではカットされた。

その他
スーパーX2のモニター画面はコンピュータゲームを思わせるものとなっており、書籍『最新ゴジラ大百科』ではハイテク日本を象徴したものと評している。
スーパーX2整備長役の武野功雄は、スーパーX2のデザインを見て特撮テレビ人形劇『サンダーバード』（1965年）に登場するサンダーバード2号のように感じたといい、同番組を見ていた世代であったために親しみを覚えたと述べている。
『ゴジラvsモスラ』でのモスラがゴジラの熱線を鱗粉で反射するという能力は、デザイナーの青井邦夫がファイヤーミラーの設定をもとに発想したものである。

### その他の作品での登場（スーパーX2）
『ゴジラアイランド』には名前のみ登場する。
漫画版
平野俊弘によるコミカライズ版では、デザインが映画とは大きく異なり、スーパーXに似た本体とその上部に位置する直方体形のブロックに分かれており、これが4つに展開することで十字状のファイヤーミラー形態に移行する。また、非展開時はミサイルランチャーを使用可能。劇中での活躍自体は映画と大差なく、大阪にて放射熱線を浴びせられて撃墜される。
装甲の超耐熱合金の名称はNM32に変更されている。

小説版
有馬治郎による小説版では、形がアンコウに似ているとされ、「アングラー」という通称で登場する。ファイヤーミラーは装備しておらず、代わりに粒子ビームを主力としている。浦賀水道での戦いは映画と大差ないが、大阪ビジネスパークでの戦いでは、ANEBをゴジラに撃ち込む作戦を単独で展開する。作戦は成功したものの、離脱時にゴジラに捕まり、装甲の薄い機体下部に放射熱線を浴びせられて撃破される。

TOKYO Night & Light版
2024年より開催されているプロジェクションマッピングイベント「TOKYO Night & Light」内にて上映される「ゴジラ都庁襲撃 〜GODZILLA: ATTACK ON TOKYO〜」では、1991年の新宿襲撃（『ゴジラvsキングギドラ』）以来33年ぶりに新宿新都心エリアに出現したゴジラに対し、東京都が極秘裏に開発を進めていたゴジラ迎撃用専用機との設定で、スーパーX2改が登場する。

## スーパーXIII
『ゴジラvsデストロイア』に登場。初代スーパーXと同様、有人機である。この当時、ゴジラ対策はGフォースが担当しているため、自衛隊所属の本機は対ゴジラ兵器としてではなく、原発事故や核攻撃を想定して作られた多目的大型戦闘機であり、運用は特殊戦略作戦室が担当している。機体側面には形式番号「DAG-MBS-SX3」とともに、大きく「SX III」のマーキングが施されている。
装甲はゴジラの熱線を弾く超耐熱合金NT-1Sが使用され、装甲に施された人工ダイヤモンドコーティングにより、過去の対G兵器と比較してさらに優れた防御力を持っている。主翼と尾翼を有するV/STOL機であり、より常識的な航空機のフォルムに近くなっているものの、機首形状や上部にせり出す多連装ランチャーなどに初代スーパーXの面影がある。一方、スーパーXシリーズで初めて着陸脚を有している。推進器は、主翼および尾翼基部に計4基が配置されている。設定では翼端が後方に折りたたまれる可変翼機構を持っており、発進時は翼をたたんで回転台上にちょうど収まるサイズになっている。
対原子力災害用という目的上、瞬間でマイナス200度に達する95式超低温レーザーや冷凍ミサイルなど、ほとんどの装備が冷凍武器に特化していることが大きな特徴である。例外はカドミウム弾であるが、これも攻撃用の火器ではなく、あくまでも核反応抑制のための装備である。また、コクピットには外界のα線、β線、γ線の計測モニターも備えている。
戦闘スタイルは過去の2機とは違い、高い機動力で敵の攻撃を回避しながら冷凍兵器を命中させるという、ガルーダ以来の戦法が取られている。パンフレットによれば、動力はレーザー核融合炉。格納庫は地下にあり、カタパルトまでは回転台に搭載されて上昇する。
機体の陣頭指揮を執るのは、『vsビオランテ』以来の登場となる特殊戦略作戦室の黒木特佐。

### 武装（スーパーXIII）
収納式上部ミサイルポッド
機体中央からせり上がる、各種弾頭弾を搭載可能なミサイルポッド。4連装×2基で、最大装弾数16発。豊後水道での出撃時にカドミウム弾を搭載し、発射した。

95式超低温レーザー砲（1000万ボルト95式超低温レーザー砲・超低温レーザー）
機首先端が展開して現れるレーザー砲。発射口は反射集束板と多層式発振レンズで構成されており、最大出力による超低温レーザー光線の連続照射は15秒以内。この後、次回発射まで4秒のインターバルを要する。ゴジラの攻撃で空に逃げたデストロイアの翼を粉砕して墜落させ、そのままデストロイアは爆発四散した。

4連装冷凍ミサイルランチャー
両主翼下部に1基ずつ装備されている冷凍ミサイルの発射口。豊後水道での出撃時には、連射することでゴジラを6時間凍りつかせることに成功した。

照明弾ランチャー
上部ミサイルポッドの両脇に2基ずつ、計4基が装備されている照明弾の発射口。装弾数4発。劇中未使用。

### 劇中での活躍（スーパーXIII）
バース島の消滅を経て体内炉心が暴走して巨大な核爆弾と化す恐れを孕んだゴジラに対し、通常の火器による攻撃を封じられたGフォースに代わり、ゴジラの四国電力伊方原子力発電所襲撃と核爆発を阻止するために豊後水道へ出撃する。防衛庁特殊戦略作戦室長の黒木特佐が搭乗しての直接指揮のもと、周辺海面ごと氷漬けにしたうえでカドミウム弾による核分裂反応抑制を行い、ゴジラを豊後水道にて一度は沈黙させる戦果を挙げる。ゴジラの体温が予想以上に高温だったために6時間程度しか効果が無かったものの、撃ち込んだカドミウムは制御剤として効果を発揮し、ゴジラの核爆発という最悪の事態は回避されることとなる。
その後も有効な作戦を立てられないGフォースに代わり、冷凍兵器を配備（冷凍レーザータンクのほか、メーサー戦車には冷凍弾を装填したミサイルポッドを装備）した陸上自衛隊が主戦力となったため、スーパーXIIIはその前線指揮を執ることになる。一度目の出撃の際には莫大なコストで防衛予算を圧迫していたらしく、二度目の出撃の際にはありったけの冷凍兵器を満載したことを部下に確認した黒木が、「これで我々の来年度の予算はゼロだな。来年度があれば、だが…。」と皮肉を込めて呟いている。
ゴジラに対してだけではなく、絶対零度以下の超低温に弱いデストロイアに対しても有効打を与えられるため、実質的には対デストロイア用兵器ともなった。ゴジラ最後の戦いの終盤には、その熱線に耐えきれずに空中へ逃げたデストロイアにとどめを刺した後、メルトダウンを始めたゴジラへ冷凍レーザー戦車たちとともに全冷凍兵器を浴びせ、その最期を見届けた。
- スーパーXIIIによるデストロイアの最期は、ゴジラシリーズでは数少ない自衛隊が怪獣にとどめを刺したシーンである[109]。
- 小学館『ゴジラVSデストロイア超全集』には、機体が一部破損した状態で三面写真が掲載されており、作戦終了後に撮影された旨が記述されている[102]。

### 制作（スーパーXIII）
創作経緯
当初の脚本検討稿ではスーパーXIIIは登場せず、自衛隊の冷凍攻撃で凍ったゴジラを空輸するという『キングコング対ゴジラ』をオマージュした展開であったが、予算調整に入った企画終盤になって特技監督の川北紘一がスーパーXIIIの登場を提案した。川北は、Gフォースの司令室だけでは人間側の説明が希薄になってしまうため、前線に出る移動要塞のようなものが必要であったと語っている。
脚本を担当した大森一樹は、これを受けて『vsビオランテ』の原案を手掛けた小林晋一郎にどういうものがいいか相談したという。
『vsデストロイア』の原案となった企画書『ゴジラvsバルバロイ』では、Gフォースが開発した最終兵器として「スーパーXIII轟天号」が登場しており、神菊薫によるデザインも描かれていた。

デザイン
決定デザインは西川伸司。当初は脚本の「コウモリのような翼を持つ全翼機」という記述に基づいて翼の先端が可動する全翼機として描かれていたが、川北による要望で機首にスーパーXのイメージを入れることとなり、「翼のついたスーパーX」という形状に改められた。西川は、改定後も全翼機のイメージを残すために機首を短く描いていたが、実際の造形ではデザインよりも長くなっていたという。
デジタルによって様々なカラーリング案が作られ、ミリタリー色が強い深緑が選ばれた。ビーム砲やミサイルランチャー、ミサイルポッドなど、機体上部に搭載される装備は様々なアイデアが提案された。
他に中野陽介、岡本英郎、スタジオOXなどによるデザイン案が存在する。
企画書段階ではGフォース最終兵器と位置づけているものもあり、この設定に基づいて轟天号を模したデザインのものも描かれている。
『ゴジラvsメカゴジラ』でメカゴジラのトランスポーターとしてデザインされていたメカが、後のスーパーXIIIを思わせるデザインであった。
川北は、冷凍レーザータンクともどもゴジラのメルトダウンを食い止めるための手段として冷凍砲を装備したメカの登場が必然であったと述べている。

造型
造形はオガワモデリング。当初は操演用とギミック用に作り分ける予定であったが、予算と時間の都合から造形物は1機のみとなった。当初は全長60センチメートルと想定していたが、ギミックが多く入り切らないため、70センチメートルで制作された。一方、ターンテーブルのシーンのため、翼を畳んだ状態の全幅は90センチメートル以内と指定されていた。
ミサイルポッドは、当初は電動ギミックを予定していたが、ギミックを1機に集約したことから収める余裕がなく、ワイヤー操作となった。下からのあおりで巨大感が出せるよう、着陸脚は長めに作られている。
コクピットのセットは、本編班が担当した。座席は別作品のものを流用している。機体の揺れは人力で表現している。
その後、ミニチュアは2017年時点で現存が確認されており、保存状態も良好であることからイベントなどでたびたび展示されている。

ドック
ドックのデザインは大澤哲三による。鉄骨風のディテールは大澤の好みによるもので、隙間を作ることでカメラの位置取りや照明で影を作るなどの効果を出している。また、回転しながら上昇することによって様々なアングルから見せることができ、発進までの時間確保も意図している。ホバリングできるという設定から、発進時は格好良さを優先して射出後すぐに上昇する演出となった。

### その他の作品での登場（スーパーXIII）
コロコロコミック版
『月刊コロコロコミック』に掲載された『vsデストロイア』のコミカライズ版では、前進翼を持つステルス性の高い戦闘機として、まったく異なるデザインで登場。『ゴジラvsスペースゴジラ』での事件後に逮捕・収監されていたがこの作戦のために一時釈放された結城晃がパイロットを務めており、現着後には翼を前に折りたたむことによってスーパーX2に近い外見となった突入形態（アタックフォーメーション）でゴジラに核分析器（核アナライザー）を取り付けることに成功するが、故障して放棄される。

登場案
スーパーXIIIの登場案は、『vsデストロイア』以前からたびたび挙がっていた。川北は、このころのプロットにはスーパーXIIIが登場するものが多かったと述べている。
『ゴジラvsモスラ』では、93式メーサー攻撃機をスーパーXIIIとして登場させる案も存在した。このデザインを手掛けた青井邦夫は、スーパーXという要請はなかったが、デザイン過程のはずみで描いてしまったといい、遊びのようなものだったと述べている。
『vsモスラ』の準備案の1つ『ゴジラ対メカニコング（マイクロユニバース イン ゴジラ）』では、メカニコングの正式名称を「対G兵器SX-3」としていた。
『vsメカゴジラ』でのメカゴジラが合体メカとして検討されていた際のデザイン案の一つに、分離状態のメカの名称をスーパーX3としたものが存在した。また、『vsメカゴジラ』企画時に出渕裕から提出されたプロット『ゴジラVSベルサーク』では、『ゴジラvsキングギドラ』に登場した帝洋グループが開発したという設定でスーパーXIIIが登場している。川北は、以前よりスーパーX・スーパーX2を踏まえた自衛隊とゴジラの戦い方を考えていたといい、完成作品でのメカゴジラの熱線を反射するというコンセプトはスーパーXからの流れであり、メカゴジラがスーパーX3でも良かったと述べている。